# حمله (فیلم، ۲۰۱۲)
حمله (انگلیسی: The Attack) فیلمی در ژانر درام به کارگردانی زیاد دویری است که در سال ۲۰۱۲ منتشر شد.